# Glencoe (Kentucky)
Glencoe is een plaats (city) in de Amerikaanse staat Kentucky, en valt bestuurlijk gezien onder Gallatin County.

## Demografie
Bij de volkstelling in 2000 werd het aantal inwoners vastgesteld op 251.
In 2006 is het aantal inwoners door het United States Census Bureau geschat op 250, een daling van 1 (-0,4%).

## Geografie
Volgens het United States Census Bureau beslaat de plaats een oppervlakte van
0,7 km², geheel bestaande uit land. Glencoe ligt op ongeveer 167 m boven zeeniveau.

## Plaatsen in de nabije omgeving
De onderstaande figuur toont nabijgelegen plaatsen in een straal van 20 km rond Glencoe.